# Fodiator
Los peces voladores picudos u hocicones son el género Fodiator, peces marinos de la familia exocétidos, de amplia distribución.

## Hábitat
Son peces pelágicos abundantes en aguas superficiales; viven en cardumen alimentándose de plancton.
Tiene la capacidad de saltar fuera para escapar de sus depredadores, siendo capaces de recorrer considerables distancias sobre la superficie planeando con sus largas aletas pectorales.

## Especies
Existen dos especies válidas en este género:
- Fodiator acutus (Valenciennes, 1847) - Volador picudo
- Fodiator rostratus (Günther, 1866) - Volador hocicón